# Sombrero (Anguilla)
Sombrero, conosciuta anche come Hat Island (it: Isola Cappello), è un'isola appartenente ad Anguilla, è anche una delle isole più settentrionali dell'arcipelago delle Piccole Antille. Il suo nome deriva dal fatto che in origine il profilo dell'isola, visto dal mare, ricordava quello di un grosso cappello simile ad un sombrero, al giorno d'oggi questa caratteristica è scomparsa a causa delle operazioni di scavo che ne hanno cambiato l'aspetto.
Si trova 55 km a nord-ovest da Anguilla e a 39 km da Dog Island; l'isola è lunga circa 1,5 km con un'ampiezza media di 0,4 km e una superficie di 0,38 km².
L'isola ha avuto una grande importanza durante la seconda metà del XIX secolo per le sue riserve di guano; è stato stimato che a partire dal 1870 siano state estratte circa 3000 tonnellate di fosfato l'anno. Intorno al 1890 le riserve dell'isola si esaurirono e questa perse di importanza.

## Storia
L'isola passò sotto il controllo britannico nel 1714 a seguito della stipulazione del Trattato di Utrecht.
Nel 1814, e in seguito nel 1825, una spedizione geologica britannica scoprì che l'isola abbondava di depositi di guano e informò il governo di Londra. Nel 1858 gli Stati Uniti rivendicarono il possesso dell'isola in base al Guano Islands Act e in un breve lasso di tempo estrassero dall'isola circa 100.000 tonnellate di fosfato, suscitando la reazione dei britannici che intervennero per chiedere un risarcimento per il danno economico subito. La contesa si risolse nel 1867 quando gli Stati Uniti riconobbero il possesso britannico dell'isola.
Nel 1860 sull'isola ebbe luogo una rivolta dei manovali che lavoravano all'estrazione del guano: oltre 200 lavoratori si ribellarono contro i metodi schiavisti utilizzati dai funzionari incaricati di condurre le operazioni di estrazione.
A partire dai primi anni del 1870, sino al 1885, Thomas Corfield, un ingegnere minerario della Cornovaglia, fu nominato sovrintendente dell'isola. I compiti a lui affidati consistevano nel coordinare i lavori di estrazione del guano e di organizzare il sistema di trasporto del materiale estratto in maniera tale che potesse essere caricato sulle navi da trasporto. La manodopera era composta interamente da lavoratori neri, originari di altre isole vicine, che vivevano sull'isola in piccole capanne di legno. I rifornimenti venivano portati con l'ausilio di una goletta, la Logos, di proprietà della compagnia di estrazione; questa piccola imbarcazione serviva anche per trasportare la manodopera dai luoghi di origine all'isola.
Nel 1871 l'isola fu venduta per 55.000 sterline e in seguito rivenduta per 110.000 sterline alla New Sombrero Phosphate Co, fatto che originò la controversia Erlanger v. New Sombrero Phosphate Co (1878). L'estrazione dei fosfati fu sospesa nel 1893.
Alla fine del XX secolo è stata al centro di polemiche in quanto una società statunitense aveva individuato l'isola come area idonea per costruire una rampa di lancio per satelliti. Le società ambientaliste si sono opposte a causa del numero di uccelli che nidificano sull'isola.
Nel 2004 alcuni marinai della nave da guerra britannica, la fregata HMS Monmouth, sbarcarono sull'isola e piantarono una bandiera britannica, questa fu in seguito rimossa dai pescatori locali.

## Il Faro

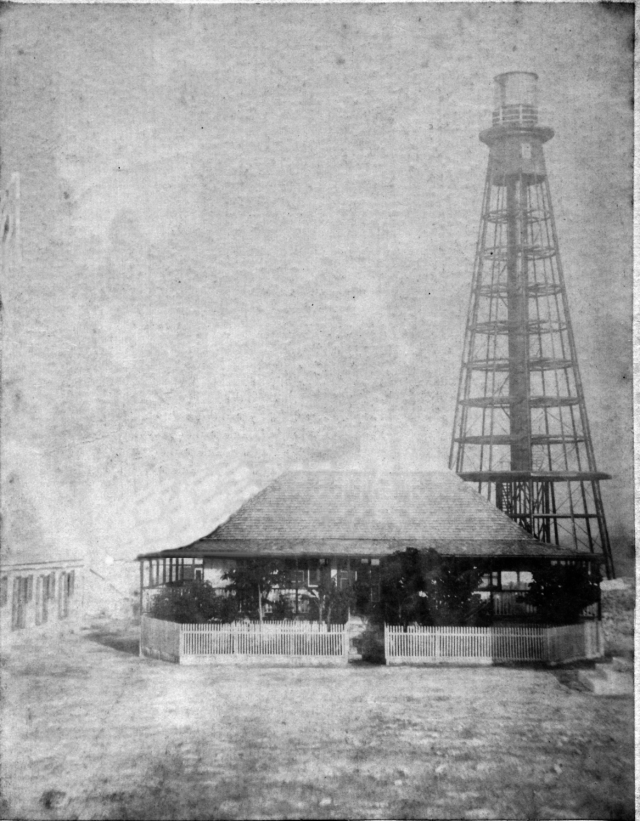
Il faro originale

Sull'isola si trova dal 1868 un importante faro, che costituisce un punto di riferimento sul passaggio di Anegada, da cui transita la più importante rotta marittima tra Europa e Caraibi.
Gravemente danneggiato dal passaggio dell'uragano Donna nel 1960, fu ricostruito nel 1962 e di nuovo nel 2001 a cura dell'Autorità britannica per i fari Trinity House.
La popolazione dell'isola è stata per molti anni composta esclusivamente dai guardiani del faro, nel 2002 questo venne automatizzato e da allora l'isola è completamente disabitata: ora Sombrero è occasionalmente visitata dai pescatori locali e dai biologi marini in missione scientifica.
Il faro dell'isola è stato immortalato anche in numerosi francobolli emessi dal governo anguillano.

## Fauna
Sull'isola è endemica la presenza della lucertola nera (Ameiva corvina) e del geco nano (genere Sphaerodactylus); è attestata anche la presenza della lucertola Anolis gingivinus. Le acque sono densamente popolate dalle tartarughe marine (in particolare la specie Eretmochelys imbricata).  
L'isola è un punto molto importante per la nidificazione degli uccelli marini, sul suo territorio sono stati censiti nidi delle seguenti specie:
- Sula mascherata (Sula dactylatra)
- Sula fosca (Sula leucogaster)
- Sterna fuligginosa (Onychoprion fuscatus)
- Sterna dalle redini  (Onychoprion anaethetus)
- Sterna stolida bruna (Anous stolidus)